# Chillum

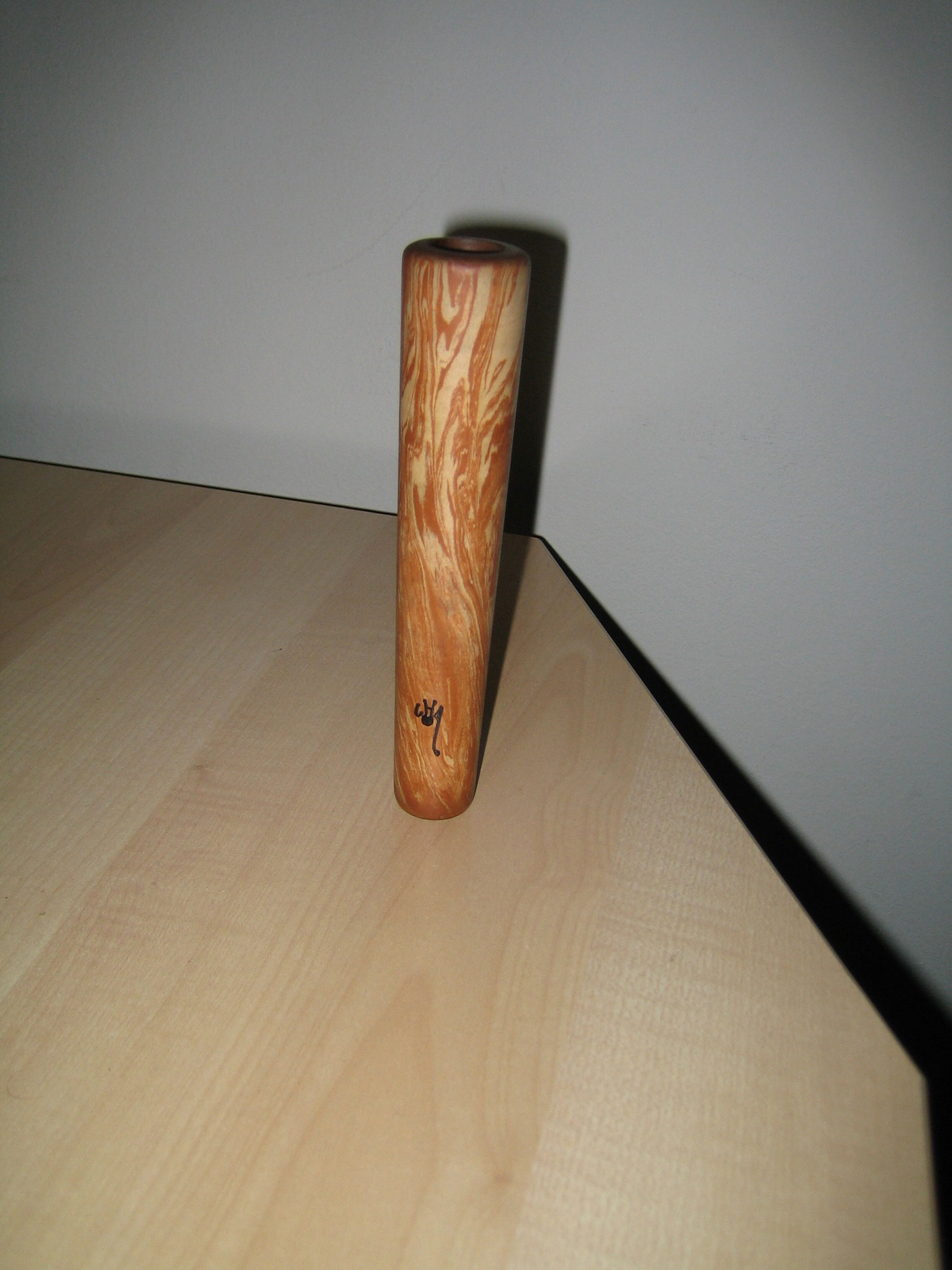
Un chillum de Goa

Le chillum est une sorte de pipe de forme conique, avec une pierre trouée faisant office de filtre, servant principalement à consommer le cannabis, soit sous forme végétale, soit sous forme résineuse. Les chillums sont généralement faits de terre cuite, de pierre sculptée ou de bois. D'origine très probablement indienne, le chillum est notamment utilisé par les sâdhu et, à partir du XXe siècle, par les hippies et les rastafaris. Il est allumé non par le fumeur mais par une autre personne. 